# Quadrangle d'Hestia Rupes
Le quadrangle d'Hestia Rupes (littéralement :  quadrangle de l’escarpement d'Hestia), aussi identifié par le code USGS V-22, est une région cartographique en quadrangle sur Vénus. Elle est définie par des latitudes comprises entre 0° et 25° N et des longitudes comprises entre 60° et 90° E,. Il tire son nom de l'escarpement d'Hestia.